# Северный район (Оренбургская область)
Се́верный райо́н — административно-территориальная единица (район) и муниципальное образование (муниципальный район) в Оренбургской области России.
Административный центр — село Северное.

## География
Северный район расположен на северо-западе Оренбургской области и граничит: на западе и северо-западе — с Самарской областью, на севере и востоке — с Татарстаном, на юго-востоке и юге — с Абдулинским и Бугурусланским районами Оренбургской области. Протяженность района с запада на восток — 80 км, с севера на юг — 55 км. Площадь территории — 2090 км².

## История
До начала освоения Заволжья русскими переселенцами основными жителями территории современного Северного района и прилегающих земель были башкиры и татары. Они вели кочевой и полукочевой образ жизни и находились под властью Золотой Орды, а после ее распада - Ногайской Орды и Казанского ханства.
Жители центральных губерний Российского государства поселились на Южном Урале после разгрома Казанского ханства в 1552 году. До XVIII века русская крестьянская колонизация Южного Урала не имела широких масштабов. Расселению препятствовали набеги кочевников. В это время начинает свою деятельность Оренбургская экспедиция (1734г.), возглавляемая обер-секретарем Сената И.К. Кириловым. Во время работы экспедиции была создана система военных крепостей по рекам Сакмаре, Самаре и Яику, под защитой которых происходило освоение территории.
Также в 1744 г. было создано Оренбургское казачье войско. Располагались казаки на большом пространстве между Волгой и Яиком, Камой и Тоболом и подчинялись оренбургскому военному губернатору. Создание линии крепостей и местного казачества явилось одним из главных условий заселения русскими крестьянами Оренбургского края.
Первые поселения на территории нынешнего Северного района возникли во второй половине XVIII века. Это были русские крестьяне оренбургских помещиков-дворян, офицеров и чинов Оренбургской администрации, поселения государственных (не крепостных) крестьян, перешедших на новые места с разрешения властей или самовольно на основе договоренности с башкирами (покупка, аренда), а также поселения, основанные Оренбургской администрацией.
К числу ранних населенных пунктов района относятся бывшие помещичьи имения. Так, село Октябрьское возникло в конце 40-х - начале 50-х годов XVIII века. Его основателем был первый Оренбургский комендант генерал-майор П.С. Бахметьев, получивший от Оренбургского начальства «арендованную землю» по реке Савруше и поселявший на ней крепостных крестьян. Поселение называлось по фамилии владельца - деревней Бахметьевой. Позже оно именовалось селом Гавриловским, Савруш, Святодуховым (по церкви) и Осоргиным (по фамилии нового владельца помещика С.Ф. Осоргина).
Село Каменногорское было основано в 1762 году. Тогда капитан Шешлинского драгунского полка Б.Ф. Мертваго купил у башкир обширный участок земли по реке Большой Кандыз и поселил здесь крестьян. Деревня получила название «Мертовщина» по фамилии владельца. После строительства церкви село было переименовано в Борисоглебское. В последней четверти XVIII века помещик Мертваго неподалёку от этого села основал новую деревню, которой дал название сельцо Новополье. С построением в Новополье каменной церкви в 1808 году во имя Архангела Михаила стало именоваться селом Михайловским. В советское время Старая Мертовщина получила название Каменногорское.
В 50-60-х годах XVIII века возникают помещичьи деревни по реке Дымка - Кирьяково, Зубаревка, Жмакино.
Село Рычково возникло в 60-х годах XVIII века. Основано оно Оренбургским историком, географом, этнографом, экономистом, первым членом-корреспондентом Российской Академии наук Петром Ивановичем Рычковым (1712-1777г.), автором знаменитой «Топографии Оренбургской». Изначально село было названо Савруш по названию реки, на берегах которой было расположено. Сам Рычков здесь бывал редко, так как с семьей проживал в селе Спасское в 15 верстах от Бугульмы. В Савруше жили его крепостные крестьяне, в основном переселенцы из Среднего Поволжья. Вплоть до отмены крепостного права село Рычково принадлежало потомкам П.И. Рычкова.
Одновременно с поселениями крепостных крестьян на территории Северного района появляются поселения государственных крестьян - села Русский Кандыз, Кряжлы, Северное и Стародомосейкино.
Возникновение села Русский Кандыз датируется 1746 годом. В тот год в России происходила ревизия (перепись). Во время ее выявилось много людей, которые не могли указать свое происхождение или утаивали его. Они были названы «непомнящими родства». Указом Сената всех «непомнящих родства» было приказано сослать на поселение в Сибирь и в Оренбургскую губернию. Оренбургская администрация и основала поселение на реке Кандызке на месте нынешнего села Русский Кандыз. В 1746-1747 годах здесь стали селиться первые люди, «непомнящие родства». В 60-х годах XVIII века деревня Малый Кандыз именуется Кандызской Свободой. В 1756 году здесь строится церковь, образуется село Дмитриевское.
Районный центр – село Северное – основано новокрещеной мордвой-эрзей в 40-х годах XVIII века как деревня Сок-Кармала. Такое название объясняется местоположением на притоках рек Сок и Кармалка. Откуда были родом первые поселенцы - не установлено. По данным ревизии 1795 года, в Сок-Кармале, или Сок-Кармалинской слободе, находилось 15 дворов русских крестьян, 50 дворов новокрещеной мордвы-эрзя и 17 дворов отставных солдат. Всего проживало 400 человек.
К числу старинных сел района можно отнести и село Стародомосейкино, которое так же, как и нынешний райцентр, было основано новокрещеной мордвой-эрзей. Дата основания села также достоверно неизвестна. В 1795 году были основаны села Соковка, Красный Яр, Моторино, Староверо-Васильевка.
В 20-30 годах XIX века появились населённые пункты, основанные русскими крестьянами-переселенцами - Курская Васильевка, Богдановка, Черновка, Шаталовка.
Во время Крестьянской войны под предводительством Е. Пугачева территория современного Северного района, как и вся Оренбургская и соседние губернии, была охвачена восстанием. В 1774 году войско Пугачева проходило через село Русский Кандыз. Местные жители повстанцев встретили «на горе с хлебом и солью, с колокольным звоном, с низким поклоном». Село не стали грабить, а гора, на которой встретили Пугачева, впоследствии была названа Поклонной. Дорогу, по которой шли повстанцы, назвали Яицкой или Воровской.
Революционные настроения пришли в район еще в 1905 году. Крестьяне нападали на помещичьи усадьбы, поджигали постройки, рубили лес. Советская власть была установлена в районе в конце 1917 года созданием волостного Совета рабочих, солдатских и крестьянских депутатов. Не обошла район стороной и последовавшая Гражданская война - линия фронта проходила через Бугуруслан, разворачивались сражения с армией Колчака. На территории Северного района активно действовала Чапаевская дивизия.
В окрестностях села Рычково состоялось сражение между белочехами, которых поддержали местные кулаки, и сторонниками советской власти. Чехи окружили Рычково и хотели занять его, но местные партизаны приняли бой, и чехам пришлось отступить.
В марте 1919 г. территорию района заняли белогвардейцы армии Колчака. Местные жители создавали партизанские отряды и укрывались в лесах, где вступали в неравные бои с колчаковцами. В мае части Красной Армии выступили против белогвардейцев и в июне вынудили их отступить. Особенно жестокие бои были между селами Рычково и Трифоновка, а также в горах перед Зайкино. Затем военные действия прекратились.
В конце 20-х - начале 30-х годов в районе была проведена сплошная коллективизация. К 1950 году на территории современного Северного района (в то время Секретарского и Сок-Кармалинского) насчитывалось более 90 колхозов.
С середины XIX века по декабрь 1934 года территория нынешнего Северного района в составе различных административных образований входила в разные годы в Самарскую губернию, Средне-Волжскую область, Средне-Волжский край. Постановлением ВЦИК от 7 декабря 1934 года из Средне-Волжского края была выделена Оренбургская область, в которую вошли 52 района, включая Секретарский и Сок-Кармалинский. В январе 1957 года Секретарский район был упразднен и присоединен к Сок-Кармалинскому, который впоследствии переименован в Северный. В период с 1963 по 1965 гг. произошло укрупнение районов Оренбургской области, и Северный район частью вошел в Бугурусланский, а частью - в Абдулинский. Со второй половины 1965 года район был восстановлен в прежних границах, существующих до настоящего времени. Сейчас Северный район включает в себя 15 сельских Советов, 71 населенный пункт с населением около 12 000 человек.
С первых дней Великой Отечественной войны уроженцы района героически сражались на всех фронтах. На фронт ушло свыше 7 тысяч уроженцев Сок-Кармалинского и Секретарского районов. Большая часть из них пали в боях за освобождение Отечества.
6 уроженцев Северного района стали Героями Советского Союза (Баздырев Николай Дмитриевич, Бамбуров Сергей Никанорович, Кельчин Михаил Никифорович, Крашенинников Иван Федотович, Кудряшов Герасим Павлович, Кузнецов Сергей Трофимович), а Усманов Гайса Идрисович - полным кавалером ордена Славы.
Во время Великой Отечественной войны Оренбуржье приняло эвакуированные из западных регионов страны предприятия, различные учреждения, беженцев. В Северный район были направлены жители районов боевых действий и оккупированных территорий, в том числе и дети-сироты.
Таким образом, до 1934 года территория нынешнего Северного района в составе различных административных образований входила в Самарскую губернию, Средне-Волжскую область, Средне-Волжский край. 7 декабря 1934 года после образования Оренбургской области — вошла в неё.
В период с 1963 по 1965 годы происходили административно-территориальные изменения в Оренбургской области и Северный район вошёл: частью в — Бугурусланский, а частью — в Абдулинский. Со второй половины 1965 года Северный район был восстановлен в прежних границах, существующих до настоящего времени.
До 1957 г. носил название Сок-Кармалинский район.

## Население
| 2002    | 2003    | 2004    | 2009    | 2010    | 2012    | 2013    | 2014    | 2015    |
| ------- | ------- | ------- | ------- | ------- | ------- | ------- | ------- | ------- |
| 18 511  | ↘18 400 | →18 400 | ↘16 947 | ↘15 012 | ↘14 514 | ↘14 070 | ↘13 697 | ↘13 333 |
| 2016    | 2017    | 2018    | 2019    | 2020    | 2021    |         |         |         |
| ↘13 017 | ↘12 741 | ↘12 470 | ↘12 124 | ↘11 927 | ↘11 338 |         |         |         |

Национальный состав населения (по состоянию на 2010 год): русские - 49,29 %, мордва - 29,8 %, татары - 18,2 %, остальные - 2,7 %.

## Территориальное устройство
Северный район как административно-территориальная единица области включает 15 сельсоветов. В рамках организации местного самоуправления, Северный муниципальный район включает соответственно 15 муниципальных образований со статусом сельских поселений (сельсоветов):
| №  | Муниципальное образование     | Административный центр  | Количество населённых пунктов | Население (чел.) | Площадь (км²) |
| -- | ----------------------------- | ----------------------- | ----------------------------- | ---------------- | ------------- |
| 1  | Аксёнкинский сельсовет        | село Аксёнкино          | 4                             | ↘458             | 110,84        |
| 2  | Бакаевский сельсовет          | село Бакаево            | 4                             | ↘788             | 70,04         |
| 3  | Каменногорский сельсовет      | село Каменногорское     | 2                             | ↘220             | 124,96        |
| 4  | Красноярский сельсовет        | село Красноярка         | 4                             | ↘461             | 126,89        |
| 5  | Кряжлинский сельсовет         | село Кряжлы             | 3                             | ↘551             | 110,21        |
| 6  | Курско-Васильевский сельсовет | село Курская Васильевка | 5                             | ↘503             | 107,35        |
| 7  | Михеевский сельсовет          | деревня Ремчугово       | 8                             | ↘285             | 156,08        |
| 8  | Мордово-Добринский сельсовет  | село Мордово-Добрино    | 6                             | ↘504             | 111,80        |
| 9  | Нижнечеляевский сельсовет     | село Большедорожное     | 5                             | ↘537             | 155,98        |
| 10 | Новодомосейкинский сельсовет  | село Новодомосейкино    | 9                             | ↘438             | 212,96        |
| 11 | Русскокандызский сельсовет    | село Русский Кандыз     | 3                             | ↘561             | 134,07        |
| 12 | Рычковский сельсовет          | село Октябрьское        | 3                             | ↘500             | 158,14        |
| 13 | Северный сельсовет            | село Северное           | 6                             | ↗5092            | 163,24        |
| 14 | Секретарский сельсовет        | село Секретарка         | 3                             | ↘348             | 127,20        |
| 15 | Староборискинский сельсовет   | село Староборискино     | 6                             | ↘571             | 220,25        |

### Населённые пункты
В Северном районе 71 населённый пункт.
| №  | Населённый пункт       | Тип     | Население | Муниципальное образование     |
| -- | ---------------------- | ------- | --------- | ----------------------------- |
| 1  | Аксёнкино              | село    | 509       | Аксёнкинский сельсовет        |
| 2  | Андреевка              | деревня | 46        | Аксёнкинский сельсовет        |
| 3  | Андреевка              | деревня | 19        | Рычковский сельсовет          |
| 4  | Бакаево                | село    | 594       | Бакаевский сельсовет          |
| 5  | Бобровка               | деревня | 101       | Северный сельсовет            |
| 6  | Богдановка             | деревня | 83        | Северный сельсовет            |
| 7  | Большедорожное         | село    | 281       | Нижнечеляевский сельсовет     |
| 8  | Васильевка             | посёлок | 24        | Русскокандызский сельсовет    |
| 9  | Вертима                | посёлок | 67        | Курско-Васильевский сельсовет |
| 10 | Дымка                  | станция | 120       | Староборискинский сельсовет   |
| 11 | Жмакино                | деревня | 86        | Новодомосейкинский сельсовет  |
| 12 | Зирекла                | посёлок | 33        | Бакаевский сельсовет          |
| 13 | Зубаревка              | деревня | 2         | Новодомосейкинский сельсовет  |
| 14 | Ибряево                | село    | 225       | Мордово-Добринский сельсовет  |
| 15 | Иркуль                 | посёлок | 54        | Мордово-Добринский сельсовет  |
| 16 | Кабаевка               | село    | 186       | Аксёнкинский сельсовет        |
| 17 | Каменногорское         | село    | 299       | Каменногорский сельсовет      |
| 18 | Камыш                  | посёлок | 16        | Новодомосейкинский сельсовет  |
| 19 | Камышлинка             | село    | 96        | Староборискинский сельсовет   |
| 20 | Кипчаг                 | деревня | 93        | Красноярский сельсовет        |
| 21 | Кирсановка             | деревня | 10        | Новодомосейкинский сельсовет  |
| 22 | Красноярка             | село    | 229       | Красноярский сельсовет        |
| 23 | Красный Холм           | посёлок | 3         | Михеевский сельсовет          |
| 24 | Кряжлы                 | село    | 423       | Кряжлинский сельсовет         |
| 25 | Кувак                  | посёлок | 13        | Курско-Васильевский сельсовет |
| 26 | Куликовка              | посёлок | 0         | Михеевский сельсовет          |
| 27 | Курская Васильевка     | село    | 497       | Курско-Васильевский сельсовет |
| 28 | Кызыл Яр               | деревня | 106       | Кряжлинский сельсовет         |
| 29 | Малиновка              | посёлок | 44        | Нижнечеляевский сельсовет     |
| 30 | Медведка               | посёлок | 4         | Михеевский сельсовет          |
| 31 | Михайловка             | посёлок | 4         | Курско-Васильевский сельсовет |
| 32 | Михеевка               | деревня | 70        | Михеевский сельсовет          |
| 33 | Мордово-Добрино        | село    | 208       | Мордово-Добринский сельсовет  |
| 34 | Моторино               | село    | 73        | Секретарский сельсовет        |
| 35 | Наумовка               | село    | 66        | Староборискинский сельсовет   |
| 36 | Незнайка               | посёлок | 50        | Красноярский сельсовет        |
| 37 | Нижнее Аксёнкино       | посёлок | 0         | Аксёнкинский сельсовет        |
| 38 | Нижнее Челяево         | село    | 169       | Нижнечеляевский сельсовет     |
| 39 | Новая Самара           | посёлок | 0         | Михеевский сельсовет          |
| 40 | Новоборискино          | село    | 233       | Мордово-Добринский сельсовет  |
| 41 | Новодомосейкино        | село    | 160       | Новодомосейкинский сельсовет  |
| 42 | Новониколаевка         | деревня | 97        | Новодомосейкинский сельсовет  |
| 43 | Новополтавка           | посёлок | 4         | Михеевский сельсовет          |
| 44 | Октябрьское            | село    | 280       | Рычковский сельсовет          |
| 45 | Павловка               | деревня | 38        | Каменногорский сельсовет      |
| 46 | Пашкино                | село    | 255       | Красноярский сельсовет        |
| 47 | Пашкино                | посёлок | 30        | Мордово-Добринский сельсовет  |
| 48 | Раздолье               | деревня | 19        | Северный сельсовет            |
| 49 | Ремчугово              | деревня | 134       | Михеевский сельсовет          |
| 50 | Русский Кандыз         | село    | 633       | Русскокандызский сельсовет    |
| 51 | Рычково                | село    | 373       | Рычковский сельсовет          |
| 52 | Савельевка             | посёлок | 38        | Нижнечеляевский сельсовет     |
| 53 | Савруш                 | посёлок | 106       | Северный сельсовет            |
| 54 | Садовка                | село    | 0         | Секретарский сельсовет        |
| 55 | Северное               | село    | ↘4222     | Северный сельсовет            |
| 56 | Секретарка             | село    | 461       | Секретарский сельсовет        |
| 57 | Семыкино               | деревня | 0         | Новодомосейкинский сельсовет  |
| 58 | Сергушкино             | село    | 318       | Кряжлинский сельсовет         |
| 59 | Соковка                | село    | 689       | Северный сельсовет            |
| 60 | Солалейка              | село    | 52        | Староборискинский сельсовет   |
| 61 | Староборискино         | село    | 494       | Староборискинский сельсовет   |
| 62 | Староверово-Васильевка | деревня | 78        | Новодомосейкинский сельсовет  |
| 63 | Стародомосейкино       | село    | 232       | Михеевский сельсовет          |
| 64 | Трифоновка             | село    | 243       | Нижнечеляевский сельсовет     |
| 65 | Тургай                 | посёлок | 189       | Бакаевский сельсовет          |
| 66 | Черновка               | деревня | 42        | Курско-Васильевский сельсовет |
| 67 | Шабрино                | деревня | 115       | Русскокандызский сельсовет    |
| 68 | Шаталовка              | деревня | 33        | Староборискинский сельсовет   |
| 69 | Шумаково               | посёлок | 1         | Мордово-Добринский сельсовет  |
| 70 | Яковлево               | село    | 183       | Новодомосейкинский сельсовет  |
| 71 | Яктыкуль               | посёлок | 155       | Бакаевский сельсовет          |

Упразднённые населённые пункты
23 января 1998 года были упразднены деревня Верхнее Челяево и посёлки Игнашкино и Ямской.
22 августа 2001 года была упразднена деревня Ружеевка. 
16 февраля 2005 года был упразднён посёлок Кукино.

## Транспорт
По территории района проходят автомобильные дороги республиканского значения «Уфа—Самара» и «Бугульма—Бузулук—Уральск», протяженностью указанных дорог в границах района — 80 км. На северо-западе района находится станция Дымка на железной дороге «Ульяновск—Уфа».